# Wentworth Miller
Pour les articles homonymes, voir Miller.
Wentworth Earl Miller III est un acteur, scénariste et producteur de cinéma britanno-américain, né le 2 juin 1972 à Chipping Norton (Oxfordshire, Angleterre). 
Il s'est fait connaître mondialement avec la mini-série Dinotopia et son rôle de David Scott en 2002 puis par son rôle principal dans la série Prison Break, Michael Scofield, qui doit faire évader son frère pour lui éviter la peine de mort.
Il revient en 2015 dans la nouvelle série The Flash, où il interprète le rôle régulier du criminel Leonard Snart / Captain Cold. Étant apprécié par les fans, son personnage devient l'un des personnages principaux dans Legends of Tomorrow le spin-off de The Flash.
Il quitte l'univers Arrowverse à la fin de 2017, la même année que ses partenaires dans Legends of Tomorrow : John Barrowman (Malcolm Merlyn) et Victor Garber (Martin Stein).
Wentworth Miller est aussi l'auteur du scénario du film Stoker, paru en 2013, avec les acteurs Nicole Kidman, Mia Wasikowska, Matthew Goode et Dermot Mulroney.

## Biographie

### Jeunesse et origines
Wentworth Earl Miller III est né le 2 juin 1972 en Angleterre, mais c'est aux États-Unis qu'il grandit,  dans le quartier new-yorkais de Brooklyn, où son père est assistant du procureur et sa mère enseignante spécialisée. Ensuite, sa famille s'installe à Sewickley en Pennsylvanie.
Son prénom provient du capitaine Frederick Wentworth, le protagoniste principal du roman Persuasion de Jane Austen. Son père et son grand-père paternel se prénomment également Wentworth (d'où l'ajout de III signifiant « 3e du nom »).
Sur ses origines, Wentworth Miller précise  : « Ma mère est à la fois d'origine russe, syrienne et libanaise, allemande et française. L'une de mes tantes m'a raconté que nous serions reliés à un militaire français, le capitaine Coquet. Mon père, lui, a du sang anglais, allemand, jamaïcain, noir américain et même indien peau-rouge. Il a aussi une arrière-grand-mère juive. ». C'est l'une des raisons pour lesquelles il a étudié le français à l'université. 
Dans une autre interview, Wentworth Miller précise également : « Mon père est noir et ma mère est blanche. Ça fait de moi une sorte de cavalier solitaire des races, coincé entre deux cultures »[réf. obsolète]. Il a deux sœurs plus jeunes, Gillian et Leigh. 

### Carrière
Wentworth Miller est diplômé en littérature de l'université de Princeton. Il est également passionné de musique et pendant ses années universitaires, il voyage à travers le monde pour chanter a cappella avec un groupe « The Princeton Tigertones ». Il part ensuite à Los Angeles, en 1995, pour devenir acteur. Il fait différents petits boulots derrière la caméra pour découvrir le milieu du cinéma avant de se présenter à des castings. Wentworth Miller explique : « Je suis donc parti travailler à Los Angeles pour une compagnie qui développait des téléfilms. En fait, mon travail consistait principalement à faire des photocopies et aller chercher des sandwiches pour mon patron ». Il travaillait également dans « des agences, des sociétés de management, des chaînes de télé, des compagnies de production ».
En 1998, il fait ses débuts devant la caméra dans Les Hommes-Poissons, un épisode de la deuxième saison de Buffy contre les vampires. Après de nouvelles apparitions dans Popular, Le Monde de Joan et Urgences (2000), il connaît son premier grand rôle important dans la mini-série fantastique Dinotopia (2002). Il tourne ensuite dans le film La Couleur du mensonge (The Human Stain), adapté du roman La Tache de Philip Roth, où il joue le personnage de Coleman Silk jeune (le même personnage plus âgé étant incarné par Anthony Hopkins), un métis juif accusé de racisme. Puis il joue un rôle secondaire dans Underworld avec Kate Beckinsale.
En 2004, il participe au clip officiel de la chanson We belong together de Mariah Carey, il joue le rôle de l'amant de la mariée qui n'est autre que Mariah.
En 2005 il obtient le rôle de Michael Scofield dans la série à succès Prison Break. Il incarne un jeune ingénieur qui se fait emprisonner délibérément afin de sauver son frère condamné à mort pour un meurtre qu'il n'a pas commis. Il incarnera ce rôle pendant quatre ans. En parallèle de sa carrière de comédien, il reprend le rôle de Michael Scofield pour les besoins du jeu vidéo Prison Break: The Conspiracy, auquel il prête ses traits et sa voix, comme la plupart des protagonistes de la série. Le jeu se déroule dans l'univers de la première saison.
Wentworth Miller participe à plusieurs campagnes de publicité pour la marque de vêtement GAP et principalement en Asie pour Bean Pole Jeans, French Café (Corée), Me and City et Chevrolet (Chine). On a également pu l'apercevoir dans deux clips vidéos de Mariah Carey It's Like That et We Belong Together, réalisés par Brett Ratner, le réalisateur du pilote de Prison Break. Il a aussi joué un petit rôle dans la série Ghost Whisperer (celui d'un soldat mort pendant la guerre du Viêt Nam en 1972).
Après l'arrêt de la série Prison Break, il a participé au premier épisode de la saison 11 de la série New York, unité spéciale. Il a aussi prêté sa voix pour doubler deux personnages, Jock et Popular, de la série d'animation Les Griffin. Il apparaît également dans l'épisode 3 de la saison 8 de Dr House, où il tient le rôle du patient que l'équipe de House est chargée de diagnostiquer. Au cinéma il incarne le rôle de Chris Redfield, personnage bien connu des gamers, dans le quatrième volet de la saga Resident Evil, intitulé Resident Evil: Afterlife. En 2011, il a tourné dans un film intitulé The Loft dirigé par Erik Van Looy, aux côtés des acteurs Karl Urban, James Marsden et Rhona Mitra dont la sortie est prévue pour 2013 ; il y interprète le rôle de Luke Seacord.
Wentworth Miller est l'auteur du scénario de Stoker sous le pseudonyme de Tom Foulke. Les droits sont achetés par Fox Searchlight Pictures, le film est réalisé par le réalisateur sud-coréen Park Chan-wook, qui dirige Nicole Kidman, Mia Wasikowska, Matthew Goode et Dermot Mulroney. 
En 2014, Wentworth Miller réapparaît dans la nouvelle série The Flash, dans le rôle du Captain Cold. En 2016, il reprend ce rôle dans Legends of Tomorrow, le spin-off de The Flash et Arrow. Au sujet de l'épisode 5 de Legends of Tomorrow, l'acteur dit : « ce n'est pas ma première évasion de prison en référence à la série Prison Break » ; dans cet épisode il aide son partenaire Dominic Purcell à sortir d'une prison russe. Il quitte l'univers Arrowverse début 2018. Il y revient en 2019 dans un épisode de Batwoman et un épisode de The Flash. En 2021, il revient dans le centième épisode de Legends of Tomorrow.
Le 6 août 2015, la Fox annonce que Prison Break reprendra pour une nouvelle saison, sous la forme d'une mini-série de 9 épisodes qui sera diffusée en 2017, les scénaristes ont toutefois affirmé que la raison pour laquelle Michael Scofield sera encore en vie est logique et tout à fait satisfaisante. Wentworth Miller reprendra donc son rôle de Michael Scofield pour 9 épisodes avec ses partenaires Dominic Purcell (Lincoln Burrows) et Sarah Wayne Callies (Sara Tancredi).  
Le 8 novembre 2020, Wentworth Miller poste un message sur son compte Instagram annonçant qu'il ne jouerait plus des rôles de personnages hétérosexuels car il est homosexuel et, par conséquent, n'assura plus le rôle de Michael Scofield dans Prison Break.

### Vie privée
Le 21 août 2013, Wentworth Miller fait son coming out dans une lettre envoyée à la directrice d'un festival russe où il était convié, pour contester la loi anti-LGBT votée cette année en Russie,. Cette annonce hautement symbolique s'inscrit dans un contexte très particulier, celui de tensions à propos des lois restrictives mises en place en Russie qui interdisent la « propagande » homosexuelle aux mineurs et contestées par nombre de personnalités étrangères, comme certains sportifs,. En retour, l'acte de Wentworth Miller a été salué par de nombreuses personnes.
Après avoir révélé son homosexualité, l'acteur ajoute qu'il a déjà tenté de se suicider à cause de l'homophobie et que sa première tentative a eu lieu à 15 ans.  
Le 25 juillet 2021, il annonce sur son compte Instagram, qu'il est diagnostiqué autiste.

## Filmographie

### Cinéma

#### Longs métrages
- 2000 : Romeo and Juliet de Colin Cox : Paris[16]
- 2003 : La Couleur du mensonge (The Human Stain) de Robert Benton : Coleman Silk jeune
- 2003 : Underworld de Len Wiseman : Dr Adam Lockwood
- 2005 : Furtif de Rob Cohen : EDI
- 2009 : Blood Creek de Joel Schumacher : le soldat allemand (non crédité)
- 2010 : Resident Evil: Afterlife de Paul W. S. Anderson : Chris Redfield
- 2014 : Vertiges (The Loft) d'Erik Van Looy : Luke Seacord

#### Courts métrages
- 2001 : Room 302 d'Erma Elzy-Jones : le serveur no 1
- 2005 : The Confession d'Ash Baron Cohen : le prisonnier / Tom
- 2015 : 2 Hours 2 Vegas : homme dans une voiture de rallye

### Télévision

#### Séries télévisées
- 1998 : Buffy contre les vampires (Buffy the Vampire Slayer) : Gage Petronzi (saison 2, épisode 20 : Les Hommes-Poissons)
- 1999-2000 : Sarah (Time of Your Life) : Nelson (saison 1, épisode 6 : Passé imparfait, 11 : Romance : 17 : Le Monde des affaires)
- 2000 : Popular : Adam Rothschild-Ryan (saison 1, épisode 16 : Les Dents longues : 18 : Transformation)
- 2000 : Urgences (ER) : Mike Palmieri (saison 7, épisode 1 : Dans la mêlée)
- 2002 : Dinotopia : David Scott (mini-série en 3 épisodes)
- 2005 : Le Monde de Joan (Joan of Arcadia) : Ryan Hunter (saison 2, épisode 21 : Une nouvelle rencontre et 22 : Mon Dieu, c'est fini !)
- 2005-2009 et 2017 : Prison Break : Michael Scofield / Kaniel Outis (90 épisodes)
- 2005 : Ghost Whisperer : le sergent Paul Adams (saison 1, épisode 1 : Trente ans d'errance)
- 2009 : Les Griffin (Family Guy) : Jock #4 / Popular Kid #2 (voix originale - saison 7, épisode 13)
- 2009 : New York, unité spéciale (Law and Order: Special Victims Unit) : l'inspecteur Nate Kendall (saison 11, épisode 1)
- 2011 : Dr House (House M.D.) : Benjamin Byrd[17] (saison 8, épisode 3)
- 2012 : Breakout Kings : Michael Scofield (saison 2, épisode 9 - images d'archives)
- 2013 : La Ligue des justiciers : Nouvelle Génération (Young Justice) : Slade Wilson / Deathstroke (voix originale - saison 2, épisode 13)
- 2014-2019 : Flash (The Flash) : Leonard Snart / Captain Cold (14 épisodes)
- 2015 : Superhero Fight Club : Leonard Snart / Captain Cold (vidéo promotionnelle)
- 2016-2018 / 2021 : Legends of Tomorrow : Leonard Snart / Captain Cold (Terre 1, principal saison 1, récurrent saison 2, invité saison 7) ; Leo Snart / Citizen Cold (Terre X, récurrent saison 3) (24 épisodes)
- 2019 : Madam Secretary : le sénateur Mark Hanson (9 épisodes)
- 2019 : Batwoman : Leonard A.I. (voix - saison 1, épisode 9 : crossover Crisis on Infinite Earths)
- 2019 : New York, unité spéciale : le procureur-adjoint Isaiah Holmes (saison 21, épisode 6)
- 2021 : New York, unité spéciale : le procureur-adjoint Isaiah Holmes (saison 22, épisode 6)

### Clip vidéo
- 2005 : It's Like That de Mariah Carey
- 2005 : We Belong Together de Mariah Carey

### Jeu vidéo
- 2010 : Prison Break: The Conspiracy : Michael Scofield (voix originale)

### Comme scénariste
- 2013 : Stoker de Park Chan-wook
- 2016 : The Disappointments Room de D. J. Caruso

### Comme producteur
- 2013 : Stoker
- 2017 : Prison Break (9 épisodes)

## Distinctions

### Récompenses
- Bravo Super Show (de) 2008 : Meilleur acteur à la télévision et Prix Shooting dans une série dramatique pour Prison Break
- Saturn Awards 2015 : Meilleur artiste invité dans série télévisée pour The Flash

### Nominations
- Black Reel Awards 2004 :
  - Meilleur acteur pour La Couleur du mensonge
  - Meilleur espoir pour La Couleur du mensonge
- Golden Globes 2006 : Meilleur acteur d'une série dramatique pour Prison Break
- 2006 : Gold Derby Awards du meilleur espoir de l'année dans une série télévisée pour Prison Break
- Saturn Awards 2006 : Meilleur acteur de télévision pour Prison Break
- Teen Choice Awards 2006 :
  - Meilleur acteur dans une série télévisée pour Prison Break
  - Révélation dans une série télévisée pour Prison Break
- 2007 : Bravo Otto de la meilleure star masculine TV dans une série télévisée pour Prison Break
- Teen Choice Awards 2007 : Meilleur acteur dans une série télévisée pour Prison Break
- Teen Choice Awards 2008 : Meilleur acteur dans une série télévisée pour Prison Break
- 2013 : Fright Meter Awards du meilleur scénario pour Stoker
- 2013 : International Online Cinema Awards du meilleur scénario original pour Stoker
- 2014 : Fangoria Chainsaw Awards du meilleur scénario pour Stoker
- Teen Choice Awards 2017 : Meilleur acteur dans une série d'action pour Prison Break

## Voix françaises
En France, Axel Kiener est la voix française la plus régulière de Wentworth Miller.
Au Québec, Claude Gagnon et Tristan Harvey l'ont chacun doublé à une reprise.
En France
| - Axel Kiener dans : - Prison Break (série télévisée) - New York, unité spéciale (série télévisée) - Prison Break: The Conspiracy (jeu vidéo) - Resident Evil: Afterlife - Dr House (série télévisée) - Madam Secretary (série télévisée) - Xavier Fagnon, dans - Furtif (voix) - Flash (série télévisée) - Legends of Tomorrow (série télévisée) - Batwoman (série télévisée) | - Christophe Lemoine dans (les séries télévisées) : - Dinotopia - Ghost Whisperer et aussi - Fabrice Josso dans Buffy contre les vampires (série télévisée) - David Krüger dans Popular, (série télévisée) - Donald Reignoux dans Urgences, (série télévisée) - François Feroleto dans La Couleur du mensonge - Tanguy Goasdoué dans Underworld - Sébastien Desjours dans Le Monde de Joan (série télévisée) |

Au Québec
Note : La liste indique les titres québécois.
- Claude Gagnon dans La Tache[18]
- Tristan Harvey dans Resident Evil: l'au-delà[18]